# Make Believe
Make Believe ist eine US-amerikanische Emo-Band aus Chicago, Illinois.

## Geschichte
Make Believe ist eigentlich die Tourversion von Joan of Arc aus dem Jahr 2003, bestehend aus Tim Kinsella, seinem Cousin Nate Kinsella, Sam Zurick und Bobby Burg. Nach drei Monaten auf Tour war die Band so gut eingespielt, dass die Bandmitglieder nach Tourende spontan beschlossen, gemeinsam neue Songs zu schreiben und diese in einem aggressiveren Stil als dem von Joan of Arc einzuspielen. Um diesen Anspruch einer Umorientierung und eines Neuanfangs zu verdeutlichen und sich von dem bisherigen Projekt Joan of Arc abzugrenzen, gab sich die Gruppe den neuen Namen Make Believe und spielte im Lauf der Zeit zwei Longplayer ein. Im Gegensatz zu Joan of Arc erscheinen die Produktionen von Make Believe auch nicht bei Polyvinyl Records, sondern bei Flameshovel Records.

## Diskografie

### Alben
- 2008: Going to the Bone Church (Flameshovel)
- 2006: Of Course (Flameshovel)
- 2005: Shock of Being (Flameshovel)

### EPs
- 2010: Make Believe (Flameshovel)
- 2004: Make Believe (Flameshovel)

### Singles
- 2004: The Pink (Flameshovel)

### Kompilationsbeiträge
- 2005: The Association of Utopian Hologram Swallowers EP (Polyvinyl)
- 2005: Sub Rosa (Polyvinyl)
- 2005: One Bright Sunny Morning (Polyvinyl)
- 2004: Indie Workshop Random Sounds Vol. 1 (Indie Workshop)